# Светлана Мојсов
Светлана Мојсов је биохемичарка која ради као ванредни професор-истраживач на Рокфелеровом универзитету. Бави се истраживањем пептидне синтезе. Открила је глукагонолики пептид-1 и расветлила његову улогу у метаболизму глукозе и секрецији инсулина. Њено откриће је искористила фармацеутска компанија Ново нордиск да произведе лекове против дијабетеса и гојазности.

## Рани живот и образовање
Светлана Мојсов је рођена у Југославији где је завршила основне студије физичке хемије на Природно-математичком факултету у Београду. Уписала се на дипломске студије на Универзитету Рокфелер 1972, где је радила са Робертом Брусом Мерифилдом (Нобелова награда за хемију 1984) на синтези пептида. Прецизније, Мојсов се фокусирала на синтезу глукагона, који се ослобађа у панкреасу. У то време је претпостављено да би глукагон могао да помогне у лечењу дијабетеса типа 2.

## Истраживање и каријера
Током 1980их, Мојсов је прешла у Општу болницу Масачусетса, где је постала начелник одељења за синтезу пептида. Стигла је у ову болницу убрзо након што је Џоел Хабенер клонирао проглукагон испитујући удичарку из Бостонске луке. Мојсов је радила на идентификацији глукагоноликог пептида-1 (ГЛП-1), хормона који се ствара у цревима и доводи до ослобађања инсулина. Аминокиселински низ ГЛП-а је ибо сличан ономе гастричког инхибитирног пептида, инкретина. У покушају да идентификује да ли је специфични фрагмент GLP-1 био инкретин, Мојсов је произвела инкретинско антитело и развила метод за праћење његовог присуства. Прецизније, Мојсов је идентификовала да је сегмент од 31 аминокиселине у ГЛП-1 био инкретин. Заједно са  Гордоном Виром и Хабенером, Мојсов је показала да мале количине лабораторијски синтетизованог ГЛП-1 могу да доведу до лучења инсулина.
Током 1990их, Мојсов се вратила у Њујорк, и на Рокфелеров универзитет у лабораторију Ралфа М. Стајнмана (Ноблеова награда за физиологију или медицину 2011). 1992, група у Општој болници Масачусетса је тестирала ГЛП-1 на људима. Ново нордиск је развио лекове за гојазност и дијабетес који емулирају дејство ГЛП-1. На крају, деривати ГЛП-а које је Мојсов синтетизовала су патентирани као пептиди који могу да доведу до ослобађања инсулина, али је Хабенер наведен као једини аутор. Мојсов се борила да и њено име буде укључено у патенте, и Општа болница Масачусетс је на крају прихватила да дода њено име у четири патента, и примила је трећину тантијема за лек током једне године. Наставила је да се бори за признање након што су њени сарадници добили разне награде како су нове верзије ГЛП-1 одобраване и постајале све популарније.
Увршћена је у „Енциклопедију националне дијаспоре”, коју уређује Иван Калаузовић Иванус.

## Изабрани радови
- Mojsov, Svetlana; Merrifield, R. B. (1984-12). "An improved synthesis of crystalline mammalian glucagon". European Journal of Biochemistry. 145 (3): 601–605. doi:10.1111/j.1432-1033.1984.tb08599.x. ISSN 0014-2956.

- Nathan, David M; Schreiber, Eric; Fogel, Howard; Mojsov, Svetlana; Habener, Joel F (1992-02-01). "Insulinotropic Action of Glucagonlike Peptide-I-(7–37) in Diabetic and Nondiabetic Subjects". Diabetes Care. 15 (2): 270–276. doi:10.2337/diacare.15.2.270. ISSN 0149-5992

## Приватан живот
На дипломским студијама Мојсов је упознала свог будућег мужа, Мишела К. Нусенцвајга.